# Alistra personata
Alistra personata är en spindelart som beskrevs av Jean-Claude Ledoux 2004.
Alistra personata ingår i släktet Alistra och familjen panflöjtsspindlar. Artens utbredningsområde är Réunion. Inga underarter finns listade i Catalogue of Life.